# Kreuzhof (Eggenthal)
Die Einöde Kreuzhof ist ein Ortsteil der oberschwäbischen Gemeinde Eggenthal im Landkreis Ostallgäu in Bayern.

## Lage
Kreuzhof liegt etwa einen Kilometer südwestlich von Eggenthal.

## Geschichte
Die Einöde ist der geschichtlich jüngste Eggenthaler Ortsteil. Sie ist erstmals 1813 genannt, der Hof vermutlich erst am Anfang des 19. Jahrhunderts entstanden. Der Ortsname dürfte wohl von einem damals am Haus angebrachten Kreuz herrühren. 